# Emblemaria walkeri
Emblemaria walkeri är en fiskart som beskrevs av Stephens, 1963. Emblemaria walkeri ingår i släktet Emblemaria och familjen Chaenopsidae. IUCN kategoriserar arten globalt som otillräckligt studerad. Inga underarter finns listade i Catalogue of Life.